# Ruellia pearcei
Ruellia pearcei är en akantusväxtart som först beskrevs av Joseph Dalton Hooker, och fick sitt nu gällande namn av N.E. Brown. Ruellia pearcei ingår i släktet Ruellia och familjen akantusväxter. Inga underarter finns listade i Catalogue of Life.